# La sedia del diavolo
La sedia del diavolo (The Devil's Chair) è un film del 2006 diretto da Adam Mason.

## Trama
Il film si apre con un uomo ricoperto quasi interamente dall'oscurità che dice di chiamarsi Nick West. L'uomo, racconta di avvenimenti orribili avvenuti nel passato e in alcune scene si possono intravedere alcuni personaggi ricoperti interamente di sangue, ma le immagini mostrano anche alcuni essere non umani.
Nick, inizia a raccontare la sua vita dal punto in cui hanno avuto origine questi terribili avvenimenti. Un giorno, lui e la sua fidanzata Sammy entrano nel manicomio abbandonato di Black Water. Dentro la struttura i due incominciano a drogarsi e a scambiarsi effusioni. Sammy, si siede così una sedia, dove però, viene imprigionata e scompare misteriosamente. La polizia crede che il vero colpevole sia Nick facendolo rinchiudere in un ospedale psichiatrico.
Quattro anni dopo, Nick esce dall'ospedale psichiatrico facendo credere a tutti che tutto quello che ha visto sia stata semplice immaginazione; anche se lui sa per certo che è stato tutto reale. Uscito dall'ospedale tuttavia un autista lo invita ad andare con lui, portandolo dal Dr. Williard. Il dottore intende scrivere un libro su di lui, e vuole ricondurlo nell'ospedale. L'uomo non intende ritornare ne manicomio abbandonato ma se non lo farà dovrà tornare nell'ospedale psichiatrico. Così, Nick e Williard insieme ai suoi collaboratori, Melissa, Rachel e Brett, si dirigono nel manicomio abbandonato.
Arrivati nel luogo, Williard insieme a Rachel e Brett analizzano la sedia dove è scomparsa Sammy. Williard ha particolarmente paura di quella sedia a differenza di Brett che ci scherza sopra facendo finta di essere intrappolato. Dopo un breve discussione, il Dottore rivela in privato a Nick che il dottore dell'ospedale torturava in maniera depravata i suoi pazienti e voleva tentare di portare l'anima dell'uomo in un'altra dimensione attraverso la sedia del diavolo.
Rachel, per dimostrare a Nick che la sedia è inerme, si siede sopra, ma inconsapevolmente la attiva e successivamente scompare, nell'esatto modo in cui scomparì Sammy. L'uomo si rivolge a dottore che intende trovare nei registri dell'ospedale qualche metodo per far tornare Rachel dall'altro mondo. Brett, intanto viene fatto sedere da Melissa nella sedia, e anche lui si ritrova nell'altro mondo. Nell'altro mondo, sia Brett che Rachel vengono seguiti da un essere non umano. Saputo di quello che è successo a Brett, anche Nick va nell'altro mondo per salvare i due ragazzi. Intanto, si scopre che Melissa e Williard sono in combutta per "saziare la fame del demone"; tuttavia il dottore fa il doppio gioco e manda dall'altra parte anche l'ultima ragazza.
Infine, si cambieranno le carte in tavola: Si scoprirà che non è mai esistito un altro mondo, né la sedia del diavolo e né il demone che perseguitava i ragazzi. Tutto è avvenuto nell'immaginazione di Nick, ed è proprio lui il demone assetato di sangue che dava la caccia a tutti. Nick, dopo aver violentato Rachel, uccide Williard e poi Melissa. La ragazza cerca di fuggire al piano di sopra - dove trova il cadavere di Brett - ma viene uccisa anch'ella dal maniaco.
Uscito dal manicomio, Nick rivede Sammy e gli dice che si divertiranno molto da ora in poi; ma la ragazza che lui vede, non è nient'altro che un fantasma dentro la sua mente.